# Dafydd Ifans
Dafydd Ifans (Aberystwyth, Wales, 1949. április 21. –) walesi író, fordító és könyvtáros.

## Élete
A walesi Aberystwythben született 1949-ben. Miután 1960-ban végzett az Ysgol Gymraeg Aberystwyth-ben, 1960 és 1967 között az Ardwyn középiskolában tanult. 1970-ben BA-fokozatot szerzett a bangori Walesi Egyetemen, 1974-ben MA-fokozatot.
1972-től 1975-ig a Walesi Nemzeti Könyvtár kézirattárában volt kutatóasszisztens, majd később ugyanazon a részlegen lett vezető, egészen 2002-ig. 2002-ben a különleges gyűjtemény vezetője lett, 2005-ig dolgozott ott.

## Díjai
1974-ben prózai díjat nyert a Nemzeti Eisteddfodon.

## Publikációi
- 1974 – Eira gwyn yn Salmon
- 1977 – Tyred Drosodd – Gohebiaeth Eluned Morgan a Nantlais gyda rhagymadrodd a nodiadau
- 1980 – Ofn
- 1980 – Y Mabinogion (Rhiannon Ifans-szal)
- 1982 – William Salesbury and The Welsh Law
- 1982 – The Diary of Francis Kilvert April-June 1870 (Kathleen Hughes-szal)
- 1989 – Dathlwn Glod – Ysgol Gymraeg Aberystwyth 1939-1989
- 1989 – The Diary of Francis Kilvert June-July 1870
- 1992 – Annwyl Kate, Annwyl Saunders – Gohebiaeth 1923-1983 (Saunders Lewis-szal és Kate Roberts-szel)
- 1994 – Cofrestri Anghydffurfiol Cymru/Nonconformist Registers of Wales
- 1997 – Taith y Pererin i'r teulu (John Bunyannal és Victor Mitchell-lel)
- 1998 – Trysorfa Cenedl – Llyfrgell Genedlaethol Cymru
- 1998 – The Nation's Heritage – The National Library of Wales
- 1998 – Y Mabinogion -Hud yr hen chwedlau Celtaidd
- 2004 – Gwladfa Kyffin / Kyffin in Patagonia
- 2007 – Annwyl Kate